# Wamsutter
La ville américaine de Wamsutter est située dans le comté de Sweetwater, dans l’État du Wyoming. Lors du recensement de 2010, sa population s’élevait à 451 habitants.

## Source
- (en) Cet article est partiellement ou en totalité issu de l’article de Wikipédia en anglais intitulé « Wamsutter, Wyoming » (voir la liste des auteurs).